# Première guerre mandingue
Guerres Mandingues

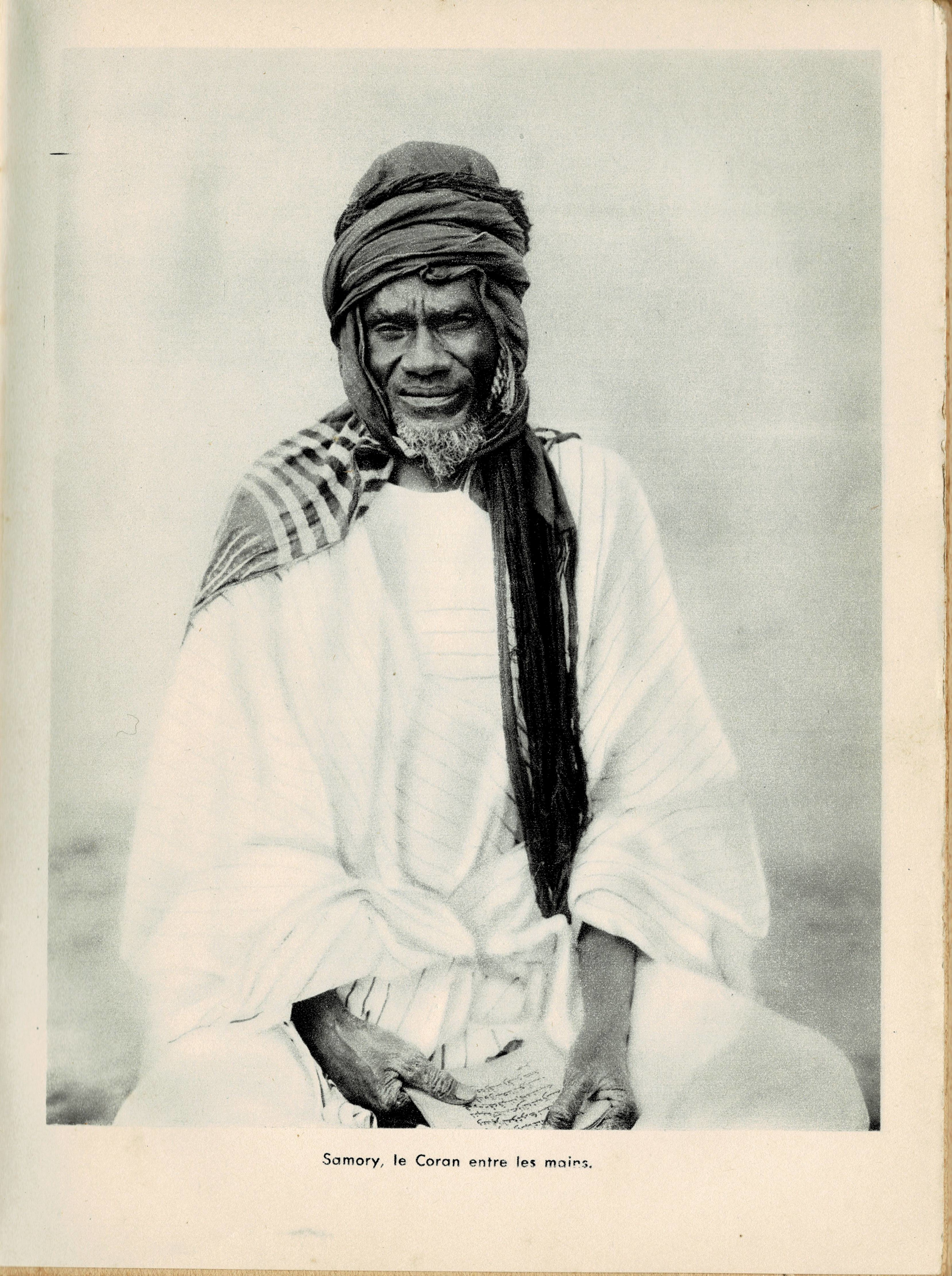
Almamy Samory Touré

La première guerre mandingue est un conflit qui dure de 1882 à 1886 entre la France et l'Empire wassoulou du peuple Malinkés dirigé par Almamy Samory Touré. Les Français depuis leurs possessions sur la côte menèrent des opérations pour entrer dans les terres via les grands fleuves comme le Niger, mais ils ont fait face à une sérieuse résistance de la part des Mandingues, car ils ont pu utiliser des armes à feu et des tactiques qui ont entravé l'expansion française dans la région. Les Français ont finalement triomphé à la suite de trois guerres et ont établi leur domination sur le Soudan français (Mali), la Guinée française et la Côte d'Ivoire en 1898.En 1886 le traité de Kenieba Koura stipule que la rive gauche du Niger appartient à la France tandis que la droite est à Samory Touré.

## Contexte
Depuis un certain temps la France est présente en Afrique, mais surtout sur les côtes comme à Gorée ou Saint-Louis dans l'actuel Sénégal. À partir du Second Empire la conquête par la France du continent débute avec le général Faidherbe. Avec la chute de Napoléon III et l'avènement de la Troisième République, l'expansion coloniale devient un moyen d'effacer l'humiliation de la guerre franco-allemande de 1870. Elle est défendue par des hommes politiques comme Jules Ferry. C'est dans ce contexte que la France souhaite prendre possession de l'intérieur de l'Afrique de l'Ouest.

## La guerre

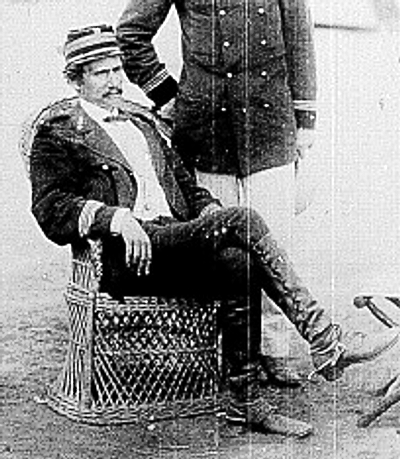
Gustave Borgnis-Desbordes en 1882

Au début de l'année 1882, Gustave Borgnis-Desbordes (1839-1900), commandant de la garnison française de Kita dans l'actuel Mali, envoie un messager à Samory Touré pour annoncer que Kodiaran est désormais un protectorat français. 
Peu impressionné, Touré met la ville à sac le 21 février 1882. 
Une colonne de secours française arrive trop tard, mais poursuit l'armée du Wassoulou, qui se retourne et le 26 févier se déroule lieu la bataille de Samaya. 
Les charges frontales traditionnelles des Sofas se révèlent un massacre face aux derniers armements français, mais Samory pivote rapidement en adoptant des tactiques de guérilla efficaces et des attaques de cavalerie éclair. 
Ils harcelèrent les Français jusqu'au Niger. 
Cette victoire vaut à Touré la réputation de leader africain capable de résister aux envahisseurs Toubab, renforçant considérablement son prestige et son recrutement, tout en fournissant un modèle pour l'avenir. 
Au lendemain de Samaya, certains dirigeants de Bamako commencent à faire des démarches auprès de Touré. 
Les Français, désireux de posséder cette ville stratégique sur le Niger, se précipitent pour y établir un fort le 1er février 1883. 
Fabou Touré, le frère de Samory, mène une force à Bamako pour attirer les Français hors de leurs défenses. 
Des deux batailles au ruisseau Woyowoyanko début avril, Fabou remporte la première mais est finalement contraint de battre en retraite. 
Avec l'expédition française de 1885 dirigée par le colonel A. V. A[Quoi ?], Combes tente de s'emparer des champs aurifères de Buré en capturant Niagassola : Touré contre-attaque. 
Divisant son armée en trois colonnes mobiles, il contourne les lignes de communication françaises et les force rapidement à se retirer. 
Déjà en conflit avec Mamadou Lamine Dramé et l'Empire toucouleur, les Français sont contraints de négocier le traité de Kenieba Koura.
Signé le 28 mars 1886, ce pacte reconnait l'hégémonie française sur la rive gauche du Niger jusqu'en amont jusqu'à Siguiri, et le contrôle de Samory sur Bure et la région du Mandingue.  
Dans le cadre de l'accord, le fils aîné et héritier de Samory, Djaoulen-Karamo, est envoyé en mission diplomatique/d'enquête/de bonne volonté en France.